# Подыкса
Подыкса (Раек, Подекса) — река во Владимирской области России. Устье реки находится в 76 км от устья Нерли по левому берегу. Длина реки составляет 35 км, площадь водосборного бассейна — 255 км².

## Данные водного реестра
По данным государственного водного реестра России относится к Окскому бассейновому округу, водохозяйственный участок реки — Нерль от истока и до устья, речной подбассейн реки — бассейны притоков Оки от Мокши до впадения в Волгу. Речной бассейн реки — Ока.
Код объекта в государственном водном реестре — 09010300812110000032609.

### Притоки
(указано расстояние от устья)
- 14 км: река Берёзка